# Греція на літніх Олімпійських іграх 1900
Греція на літніх Олімпійських іграх 1900 була представлена 3 спортсменами в 2 видах спорту.
Александрос Меркаті народився у Греції але представляв Францію.

## Результати змагань

### Гольф
| Змагання         | Спортсмен           | Рахунок | Місце |
| ---------------- | ------------------- | ------- | ----- |
| Гольф (чоловіки) | Александрос Меркаті | 246     | 11    |

### Легка атлетика
| Змагання       | Спортсмен                | Кваліфікація | Кваліфікація | Фінал      | Фінал      |
| Змагання       | Спортсмен                | Результат    | Місце        | Результат  | Місце      |
| -------------- | ------------------------ | ------------ | ------------ | ---------- | ---------- |
| Штовхання ядра | Панайотіс Параскевопулос | 11,29        | 5            | 11,52 м    | 5          |
| Штовхання ядра | Сотіріос Версіс          | NM           | —            | не пройшов | не пройшов |
| Метання диска  | Панайотіс Параскевопулос | 34,04        | 4            | 34,50 м    | 4          |
| Метання диска  | Сотіріос Версіс          | DNS          | —            | не пройшов | не пройшов |